# Canton de Gacé
Le canton de Gacé est une ancienne division administrative française située dans le département de l'Orne et la région Basse-Normandie.

## Géographie
Ce canton était organisé autour de Gacé dans l'arrondissement d'Argentan. Son altitude varie de 146 m (Neuville-sur-Touques) à 328 m (Cisai-Saint-Aubin) pour une altitude moyenne de 242 m.

## Représentation

### Conseillers d'arrondissement (de 1833 à 1940)
| Période                                  | Période      | Identité                                     | Étiquette  | Qualité |
| ---------------------------------------- | ------------ | -------------------------------------------- | ---------- | --- |
| 1833                                     | 1845         | M. Hédouin                                   |            | Propriétaire à Gacé                                                                                         |
|                                          |              |                                              |            | |
| 1848                                     |              | Jean-Pierre Combal (1796-1880)               |            | Agent d'affaires à Gacé                                                                                     |
|                                          |              |                                              |            | |
| 1868                                     |              | M. Morel                                     |            | Propriétaire à Gacé                                                                                         |
|                                          |              |                                              |            | |
|                                          | 1887         | Céleste Lapierre-Duperron                    | Droite     | Docteur en médecine à Gacé                                                                                  |
|                                          |              |                                              |            | |
|                                          | 1900 (décès) | Jean Louis Auguste Aubert                    |            | Maire de Mardilly                                                                                           |
| 1900                                     |              | Ernest Bonhomme (1846-1929)                  | Droite     | Propriétaire et herbager, conseiller municipal de Coulmer                                                   |
|                                          |              |                                              |            | |
| 1919                                     | 1937         | Paul Bonhomme (1874-1953, fils d'E.Bonhomme) | Droite PSF | Propriétaire, maire de Coulmer                                                                              |
| 1937                                     | 1940         | Adrien Avenel (1882-1945)                    | PSF        | Cultivateur, maire de Cisai-Saint-Aubin, directeur du bureau politique de la fédération PSF de l'Orne       |
| 1940                                     |              |                                              |            | Les conseils d'arrondissement ont été suspendus par la loi du 12 octobre 1940 et n'ont jamais été réactivés |
| Les données manquantes sont à compléter. |              |                                              |            | |

### Conseillers généraux de 1833 à 2015
| Période           | Période          | Identité                               | Étiquette | Qualité |
| ----------------- | ---------------- | -------------------------------------- | --------- | --- |
| 1833              | 1848             | François-Joseph Beauperrey (1786-1864) |           | Juge de paix, conseiller municipal de Gacé                                                                      |
| 1848              | 1855 (décès)     | Pierre Julien Morand (1794-1855)       |           | Propriétaire, marchand de toiles, adjoint au maire de Coulmer, suppléant du juge de paix                        |
| 16 septembre 1855 | 1864             | Marie Jacques Pierre Mathias Azire     |           | Propriétaire, maire de Gacé (1848-1858)                                                                         |
| 1864              | 1871             | Louis Augustin Edouard Valpinçon       |           | Ancien banquier, propriétaire à Ménil-Hubert-en-Exmes                                                           |
| 1871              | 1876 (démission) | M. Flambart de la Croix                |           | Maire de La Trinité-des-Laitiers                                                                                |
| 1876              | 1887 (démission) | Baron Louis Bigot de La Touanne        | Droite    | Ancien officier d'état-major, propriétaire à La Trinité-des-Laitiers                                            |
| 1887              | 1895             | Céleste Lapierre-Duperron              | Droite    | Docteur en médecine, maire de Gacé (1888-1896), conseiller d'arrondissement                                     |
| 1895              | 1937             | Henri Pinson de Valpinçon (1869-1942)  | RG        | Propriétaire, maire de Ménil-Hubert-en-Exmes                                                                    |
| 1937              | 1940             | Paul Bonhomme (1874-1953)              | PSF       | Propriétaire, agriculteur herbager, maire de Coulmer, conseiller d'arrondissement                               |
|                   |                  |                                        |           | |
| 1945              | 1988             | Roger Duval (1909-2001)                | DVD-RGR   | Éleveur, maire d'Orgères, ancien résistant                                                                      |
| 1988              | 2008             | Albert Debotté (1941-2024)             | DVD       | Gestionnaire de collège, maire de Gacé (1983-2008)                                                              |
| 2008              | 2015             | Jean-Pierre Féret                      | DVD       | Agriculteur, maire d'Orgères, président de la CC de la Région de Gacé, élu en 2015 dans le canton de Vimoutiers |

Le canton participe à l'élection du député de la deuxième circonscription de l'Orne.

## Composition

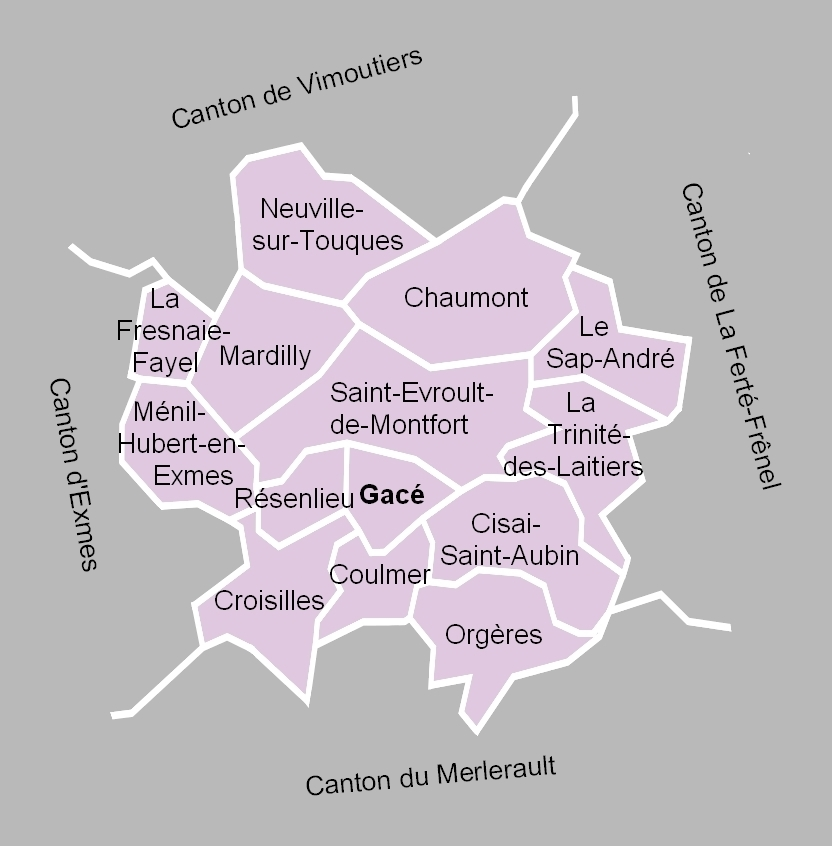
La carte des communes du canton. Les cantons limitrophes étaient ceux de Vimoutiers, de La Ferté-Frênel, du Merlerault et d'Exmes.

Le canton de Gacé comptait 4 177 habitants en 2012 (population municipale) et groupait quatorze communes :
- Chaumont ;
- Cisai-Saint-Aubin ;
- Coulmer ;
- Croisilles ;
- La Fresnaie-Fayel ;
- Gacé ;
- Mardilly ;
- Ménil-Hubert-en-Exmes ;
- Neuville-sur-Touques ;
- Orgères ;
- Résenlieu ;
- Saint-Evroult-de-Montfort ;
- Le Sap-André ;
- La Trinité-des-Laitiers.

À la suite du redécoupage des cantons pour 2015, toutes les communes sont rattachées au canton de Vimoutiers.

### Anciennes communes
Les anciennes communes suivantes étaient incluses dans le canton de Gacé :
- Saint-Aubin, absorbée avant 1806 par Cisay, la commune prenant le nom de Cisai-Saint-Aubin.
- Pomont, absorbée en 1821 par Cisai-Saint-Aubin.
- Grandval, absorbée en 1821 par Mardilly.
- Le Noyer-Menard, absorbée en 1821 par La Trinité-des-Laitiers.
- La Chapelle-Mongenouil, absorbée en 1822 par Gacé.
- Atelles, absorbée en 1839 par Ménil-Hubert-en-Exmes.

## Démographie
| 1962  | 1968  | 1975  | 1982  | 1990  | 1999  | 2006  | 2011  | 2012  |
| ----- | ----- | ----- | ----- | ----- | ----- | ----- | ----- | ----- |
| 4 930 | 4 847 | 4 544 | 4 183 | 4 100 | 3 964 | 4 208 | 4 250 | 4 177 |